# Arteria femorale
Col termine arteria femorale si va a indicare un gruppo di arterie della coscia: esse nascono dietro il legamento inguinale (dall'iliaca esterna) e dopo aver attraversato il canale degli adduttori  terminano al ginocchio, dando l'arteria poplitea. Il suo nome deriva dallo stretto rapporto anatomico che ha con il femore, l'osso che costituisce lo scheletro della coscia.
L'arteria femorale è divisa in due parti: la femorale comune che nasce direttamente dall'iliaca esterna e che si divide nella femorale profonda (che fornisce la coscia) e nella arteria subsartoriale (che continuando nella poplitea fornirà sangue alla gamba e al piede). Se la femorale profonda è a tutti gli effetti un ramo collaterale, la superficiale altro non è che la prosecuzione della comune, tant'è che molti autori non fanno differenza tra queste due porzioni, chiamandole semplicemente "arteria femorale".

## Anatomia
Come già scritto le femorali ricevono sangue dall'iliaca esterna, distinguendosi da essa all'altezza del legamento inguinale, che incrocia posteriormente all'altezza della testa del femore. La porzione prossimale della femorale comune scorrerà dunque nel triangolo di Scarpa, per uscirne coperta dal muscolo sartorio. In seguito si divide nelle due branche superficiale e profonda; altre branche (in direzione craniocaudale) sono le pudende, l'epigastrica superficiale, l'iliaca circonflessa superficiale e la suprema del ginocchio.

## Clinica
La femorale comune può essere spesso palpata sotto la pelle, ed è spesso usata come accesso per i cateteri; da qui, strumentazioni intravascolari (come quelle utilizzate in interventi di angioplastica o angiografia) possono essere direzionate verso qualsiasi distretto vascolare.
Le arterie femorali, come gli altri vasi degli arti (specialmente inferiori), sono particolarmente suscettibili a patologie ostruttive o degenerative che possono compromettere la salute del soggetto.

## Galleria d'immagini

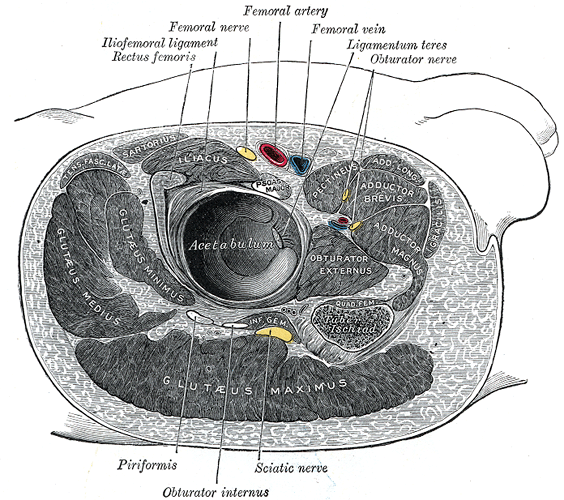
Strutture che circondano e sorreggono l'articolazione coxofemorale.
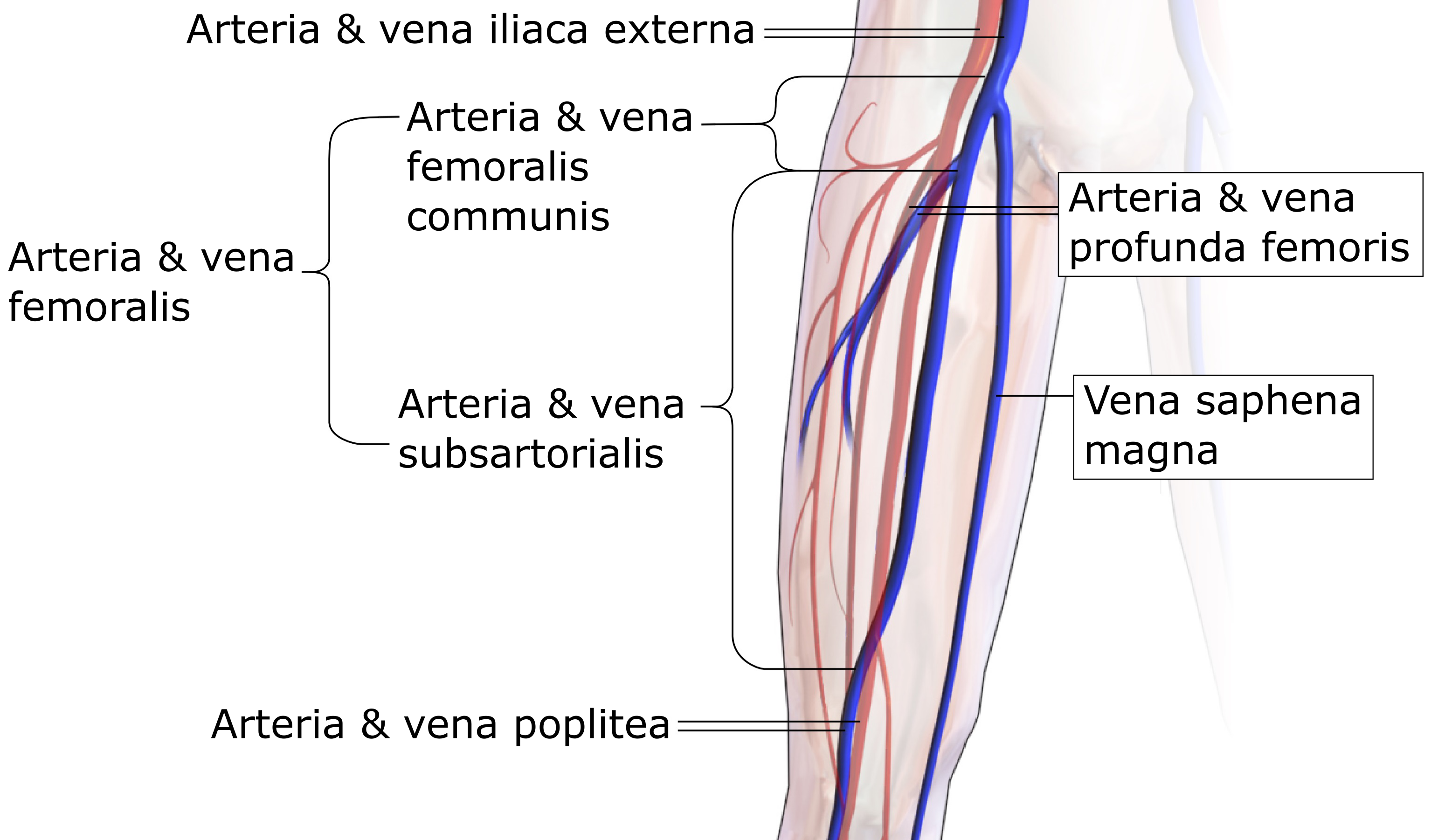
Segmenti.
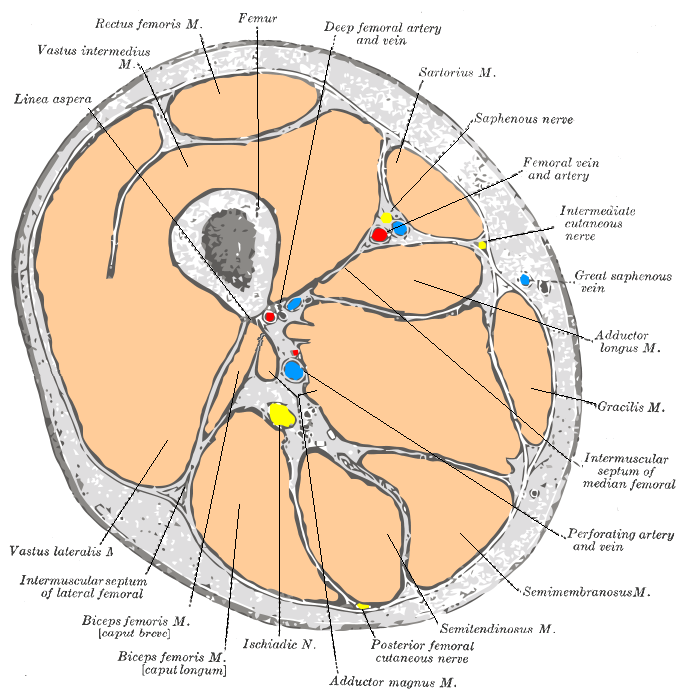
Sezione della coscia.
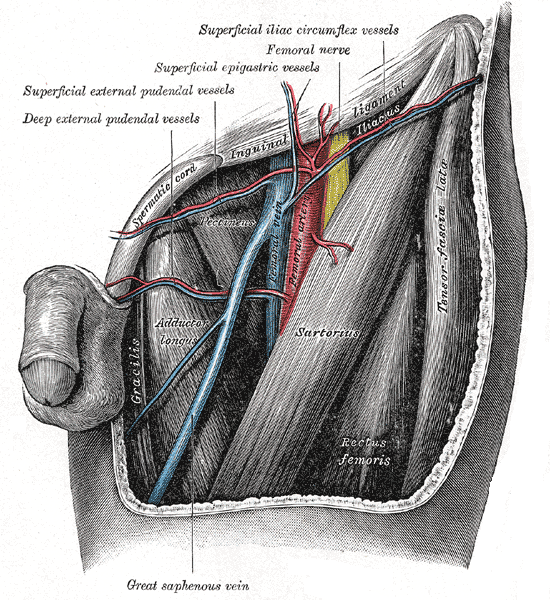
Il triangolo di Scarpa sinistro.
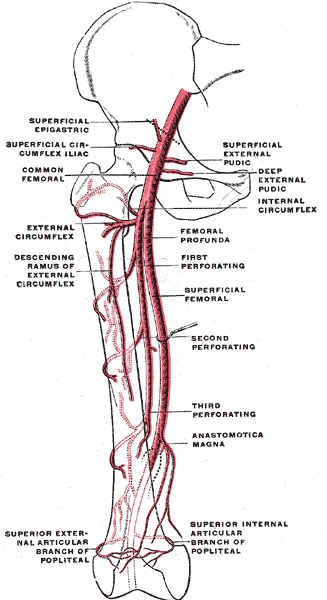
Le arterie femorali e loro branche.
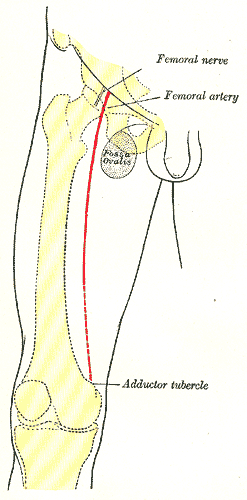
Raffigurazione dello scheletro della coscia e del tragitto della femorale.